# Bone Machine
Bone Machine – album Toma Waitsa wydany przez wytwórnię Island Records w 1992 roku. Płyta otrzymała nagrodę Grammy w kategorii Najlepszy Album Alternatywny. Do nagrywania Waits zaprosił znanych muzyków takich jak Keith Richards z The Rolling Stones, Les Claypool z zespołu Primus oraz Davida Hidalgo, gitarzystę Los Lobos.
Bone Machine było powrotem Toma Waitsa do nagrań studyjnych po pięciu latach, kiedy to powstał album Franks Wild Years. Charakterystycznymi cechami charakteryzującymi Bone Machine są
teksty o tematyce śmierci i morderstw, a także ciężkie bluesrockowe brzmienie.
Album uzyskał 176. pozycję na amerykańskiej liście przebojów [Billboard 200].

## Lista utworów
Większość utworów napisana przez Waitsa i Kathleen Brennan, z wyjątkiem zaznaczonych.
1. "Earth Died Screaming"   	[Waits] 	– 3:39
2. "Dirt in the Ground"   	  	– 4:08
3. "Such a Scream"   	[Waits] 	– 2:07
4. "All Stripped Down"   	[Waits] 	– 3:04
5. "Who Are You"   	  	– 3:58
6. "The Ocean Doesn't Want Me"   	[Waits] 	– 1:51
7. "Jesus Gonna Be Here"   	[Waits] 	– 3:21
8. "A Little Rain"   	  	– 2:58
9. "In the Colosseum"   	  	– 4:50
10. "Goin' Out West"   	  	– 3:19
11. "Murder in the Red Barn"   	  	– 4:29
12. "Black Wings"   	  	– 4:37
13. "Whistle Down the Wind"   	[Waits] 	– 4:36
14. "I Don't Wanna Grow Up"   	  	– 2:31
15. "Let Me Get Up on It" (Instrumental) 	[Waits] 	– 0:55
16. "That Feel"   	[Waits, Keith Richards] 	– 3:11